# De zonnewijzer
De zonnewijzer is een roman van de Nederlandse schrijver Maarten 't Hart. Het boek kwam in 2002 uit bij de uitgeverij De Arbeiderspers en verhaalt over Leonie die na de plotselinge dood van haar vriendin argwaan krijgt over de doodsoorzaak en zo zelf midden in een moordzaak terechtkomt.

## Verhaal
Leonie Kuyper krijgt te horen dat haar vriendin Roos Berczy is overleden aan een zonnesteek. Aangezien Roos geen familie had, regelt Leonie de crematie. Enkele dagen later krijgt Leonie van de notaris te horen dat zij de erfgenaam is van de bezittingen van Roos. Hier is wel een voorwaarde aan verbonden. Roos was idolaat van haar drie katten en het is haar laatste wil dat Leonie voor de dieren gaat zorgen. Om te voorkomen dat er iets in de vertrouwde omgeving verandert, moet Leonie het appartement betrekken en de kleding van Roos gaan dragen. In het prachtige en rijk ingerichte appartement treft Leonie de extravagante kleding van Roos aan. Haar vriendin was een kille verschijning, die kaarsrecht liep, en getooid was met lange kunstnagels. Ze had de gewoonte mensen af te snauwen. Leonie ondergaat een metamorfose als ze de kleding van Roos aantrekt en de kunstnagels aanplakt. Door een korset loopt ze net zo rechtop als haar vriendin. Hoewel ze nu bijna sprekend op Roos lijkt, is alle gelijkenis uiterlijk. Leonie zelf is een warme en aardige vrouw en geen kenau zoals Roos.
Een vriend van Roos genaamd Freek, komt op bezoek. Leonie kent hem nog niet, maar leert hem verder kennen tijdens het boek. Hij hoort voor het eerst van de dood van Roos. Volgens hem is een zonnesteek onmogelijk, er was nauwelijks zon de dag dat Roos stierf. Nu gaat Leonie ook twijfelen. Ze doet navraag op het strand bij Katwijk waar het lichaam van Roos is gevonden en komt zo in het bezit van videobanden van haar vriendin op het strand. Ze merkt dat de auto van Roos verdwenen is. In een bankkluisje van Roos vindt ze een groot bedrag aan geld. Ze besluit de zaak even te laten rusten als ze een brief krijgt van het farmacologisch laboratorium waar Roos werkte als analiste. Aan Leonie wordt gevraagd of ze als erfgenaam van Roos haar spullen kan ophalen. Als Leonie in het laboratorium is, ziet ze op de binnenplaats een mooie oude zonnewijzer die wordt overwoekerd door een plant, Datura Fastuosa. Iemand vertelt haar dat deze plant giftig is en dat vergiftigde personen in een coma raken die lijkt op een zonnesteek. Terug van het laboratorium komt Leonie erachter dat Roos regelmatig naar een woonboot, de Poseidon, ging. De boot is alleen over water bereikbaar. Als Leonie bij de Poseidon langsgaat is de boot echter hermetisch afgesloten. Leonie begint abusievelijk te vermoeden dat de boot een XTC-fabriek is geweest en dat Roos daar het geld heeft verdiend. Ze ontdekt ook dat Roos regelmatig als meesteres aanwezig was op  SM-feestjes op de Poseidon. In een logeerkamer vindt ze namelijk niet alleen SM-kleding, maar ook foto’s.
Leonie ziet onder haar ogen dat een aantal collega’s van Roos betrokken is geweest bij de SM-feestjes. Een van de collega’s, emeritus-hoogleraar Eduard, herkent ze van de SM-foto’s uit het appartement van Roos. Voor Leonie echter iets kan doen wordt ze vergiftigd met paddenstoelen. Een privé-detective, die haar schaduwt, heeft gezien dat haar bakje in de supermarkt werd verwisseld. Ze komt bij in het ziekenhuis. Het blijkt dat de vrouw van Eduard Roos moedwillig heeft vergiftigd. De vrouw was jaloers op Roos omdat zij en Eduard SM-spelletjes deden. Leonie werd vergiftigd omdat Eduards vrouw bang was dat ze te veel wist.

## Achtergrond
De hoofdpersoon uit “De zonnewijzer” is een oude bekende. Leonie Kuyper speelde ook al een belangrijke rol in de roman “De kroongetuige” van Maarten ’t Hart. Ze kent het farmacologisch laboratorium via haar ex-man Thomas, die daar had gewerkt. Laatstgenoemde verblijft inmiddels in het buitenland. De uitgeverij bracht “De zonnewijzer” in 2002 ook uit als onafhankelijk vervolg op “De kroongetuige”. Weer het element misdaad dus. Maar anders dan bij “De kroongetuige” gaat de “De zonnewijzer”, meer over de metamorfose. Maarten ’t Hart is gefascineerd door de transformatie, het verkleden. Zoals Ammer Stol in “Ik had een wapenbroeder” een mooie vrouw wordt, zo verandert de lieve, warme Leonie in een bitse SM-meesteres. Hoewel “De zonnewijzer” leest als een vlotte detective, is toch de zoektocht naar de dader van ondergeschikt belang. De veranderingen die de hoofdpersoon ondergaat naarmate ze meer en meer intieme details ontdekt van haar vriendin is de ware leidraad in het verhaal. Er zit een element van de Orpheus-mythe in het verhaal. Leonie is op zoek naar haar overleden vriendin en probeert haar terug te halen uit de dood door zich als Roos te kleden en te kappen. Niet voor niets wordt ze door een van de oud-collega’s van Roos uitgemaakt voor lijkenpikker. Net als Orpheus kijkt Leonie iets te veel om, als ze met de boot naar de Poseidon toegaat om met een vier mannen en een call-girl de SM-feestjes te herhalen. De transformatie is niet helemaal gelukt. Leonie wil geen SM en is opgelucht als de tocht letterlijk na een aanvaring in het water valt. Leonie is niet haar overleden vriendin en ze kan haar ook niet terughalen.

## Titel
De titel slaat op de fraaie oude zonnewijzer in de tuin van het farmacologisch Laboratorium waar Roos werkte. Heel symbolisch geeft de wijzer niet langer de tijd aan, aangezien de plant, de Datura Fastuosa, alles overwoekert. De plant bevat het gif waarmee Roos wordt vergiftigd. Later in het boek wordt gezegd dat de giftigheid wel meevalt, maar dat vooral de combinatie met zonnebaden gevaarlijk is. Een andere verklaring staat in het Bijbelboek Jesaja. Als koning Hizkia dodelijk ziek wordt, zegt Jesaja dat hij zich moet voorbereiden op de dood. Hizkia bidt tot God en vraagt Hem om meer tijd. God laat Jesaja tegen Hizkia zeggen dat hij nog vijftien jaren zal leven. God geeft hiervoor een teken: “Zie, Ik zal de schaduw der graden, die met de zon in de graden van Achaz’ zonnewijzer nederwaarts gegaan is, tien graden achterwaarts doen keren. Dies is de zon tien graden teruggekeerd, in de graden, die zij nederwaarts gegaan was”.